# Augusto de Lima
Augusto de Lima es un municipio brasileño del estado de Minas Gerais. Su población estimada en 2004 era de 4.868 habitantes. Sus principales fiestas son el carnaval y el "Forró de Augusto de Lima", que atrae muchos turistas y familiares. La ciudad se encuentra en una región famosa por las bellezas características del cerrado minero.